# 10175 Aenona
10175 Aenona eller 1996 CR1 är en asteroid i huvudbältet som upptäcktes den 14 februari 1996 av de båda kroatiska astronomerna Korado Korlević och Damir Matković vid Višnjan-observatoriet. Den är uppkallad efter staden Aenona.
Asteroiden har en diameter på ungefär 4 kilometer.